# L'Agression (film, 1975)
Pour les articles homonymes, voir L'Agression.
Pour plus de détails, voir Fiche technique et Distribution.
L'Agression est un film franco-italien réalisé par Gérard Pirès, sorti en 1975.

## Synopsis
Un couple et leur fille roulent vers la Grande Motte où ils vont passer des vacances. Sur l’autoroute, ils sont agressés par trois motards qui finissent par causer un accident. Lors de la bagarre qui s'ensuit, l'homme est assommé, et à son réveil il découvre que sa femme et sa fille sont mortes. Devant l'impuissance de la gendarmerie et de la justice à trouver rapidement le coupable, l'homme décide de retrouver les trois motards et de venger le viol et la mort de sa femme et de sa fille. Mais les apparences sont trompeuses et derrière la piste des motards pourrait se cacher une vérité inattendue.

## Fiche technique
- Titre : L'Agression
- Réalisation : Gérard Pirès
- D'après le roman The Shrewsdale Exit de John Buell
- Scénario et adaptation : Jean-Patrick Manchette et Gérard Pirès
- Dialogue : Jean-Patrick Manchette
- Assistants réalisateurs : Daniel Janneau et Claude Grinberg
- Opérateur : Bernard Noisette
- Assistant opérateur : Philippe Welt
- Directeur de la photographie : Silvano Ippoliti
- Montage : Jacques Witta
- Assistante montage : Martine Rousseau
- Musique : Robert Charlebois
- Chef opérateur du son : René Longuet
- Assistant son : Pierre Davoust
- Mixage son : Jean Neny
- Montage son : Catherine Kelber-Michel
- Décors : Jacques d'Ovidio et Henri Vergnes
- Administration : Georges Gillet et André Mennecier
- Régie : Jean Guillaume et Philippe Modave
- Scripte : Edith Vergne
- Attachée de presse : Josée Elvira
- Stylisme et costumes : Marie-Françoise Perochon
- Maquillage : Alfonso Gola
- Photographe de plateau : Pierre Manciet
- Producteurs délégués : Alain Poiré et Pierre Braunberger
- Directeurs de production : Robert Sussfeld, Henri Baum et Michel Choquet
- Sociétés de production : Gaumont, Les films du jeudi, Les films de la Seine (France) et Primex Italiana (Italie)
- Pays d'origine :  France,  Italie
- Année de production : 1974
- Format : pellicule 35 mm - couleur Eastmancolor - ratio 1,67:1 - son mono
- Laboratoire : GTC Joinville
- Genre : policier, drame
- Durée : 101 minutes
- Dates de tournage : septembre et octobre 1974
- Lieux de tournage : Provence et Languedoc-Roussillon
- Date de sortie : 16 avril 1975 (France)
- Distribution : Gaumont
- Visa d'exploitation : 43.295
- Film interdit aux moins de 16 ans lors de sa sortie en salles en France
- Entrées : 1.227.990 en France (33e film de l'année)

## Distribution
- Jean-Louis Trintignant : Paul Varlin
- Catherine Deneuve : Sarah, la belle-sœur de Paul
- Claude Brasseur : André Ducatel, le serveur au Motel Sud
- Philippe Brigaud : Escudero, le capitaine de Gendarmerie
- Franco Fabrizi : Jean-Charles Sauguet, le garagiste (vf : Pierre Mondy)
- Michèle Grellier : Hélène Varlin, la femme de Paul
- Delphine Boffy : Patty Varlin, la fille de Paul
- Milena Vukotic : La juge d'instruction
- Jacques Rispal : Raoul Dumouriez, le journaliste
- Jacques Canselier : Le photographe
- Robert Charlebois : Justin, un motard
- Jacques Chailleux : Un motard
- Tony Gatlif : Un motard
- Étienne Chicot : Un motard
- Daniel Duval : Un motard
- Leonora Fani : Josy
- Michel Delahaye : L'armurier
- Valérie Mairesse : Natacha, une cliente du Motel Sud
- Daniel Auteuil : Le fiancé de Natacha
- Christiane Delorme : Une cliente du Motel Sud
- Jean-Marie Poiré : Le chanteur des Frenchies
- Jean-Jacques Moreau : Un agent de Police-Secours
- Mario Santini : Le pompiste
- Claude Mercutio : Un policier à moto
- Sonia Vareuil : La serveuse grill au Motel Sud (non créditée)
- André Nader : Un client au Motel Sud (non crédité)
- Louis Daquin (caméo)
- Jean Amos
- Pierre Londiche
- Patrick Messe
- Jacob Weizbluth
- Bernard Sury
- Cascades : Rémy Julienne (supervision), Odile Astié, Jean-Claude Andruet (conducteur Fiat)
- Pilotes moto : René Guili, Michel Rougerie, Victor Soussan, Jean-Paul Boinet, Gérard Choukroun, Thierry Tchernine, Jean-Claude Chemarin, Gilles Husson, Jean-François Baldé, Jean-Claude Meilland, Alain Terras, Pierre Soulas, Tournaire, Groux, Jean Basselin

## Autour du film
- Jean-Louis Trintignant est habillé par Christian Dior Monsieur et New Man dans le film[2].
- Catherine Deneuve est coiffée par Carita et est habillée par Yves Saint Laurent.
- Milena Vukotic est habillée par Timwear et Delphine Botty par "Bonbon"